# Haori

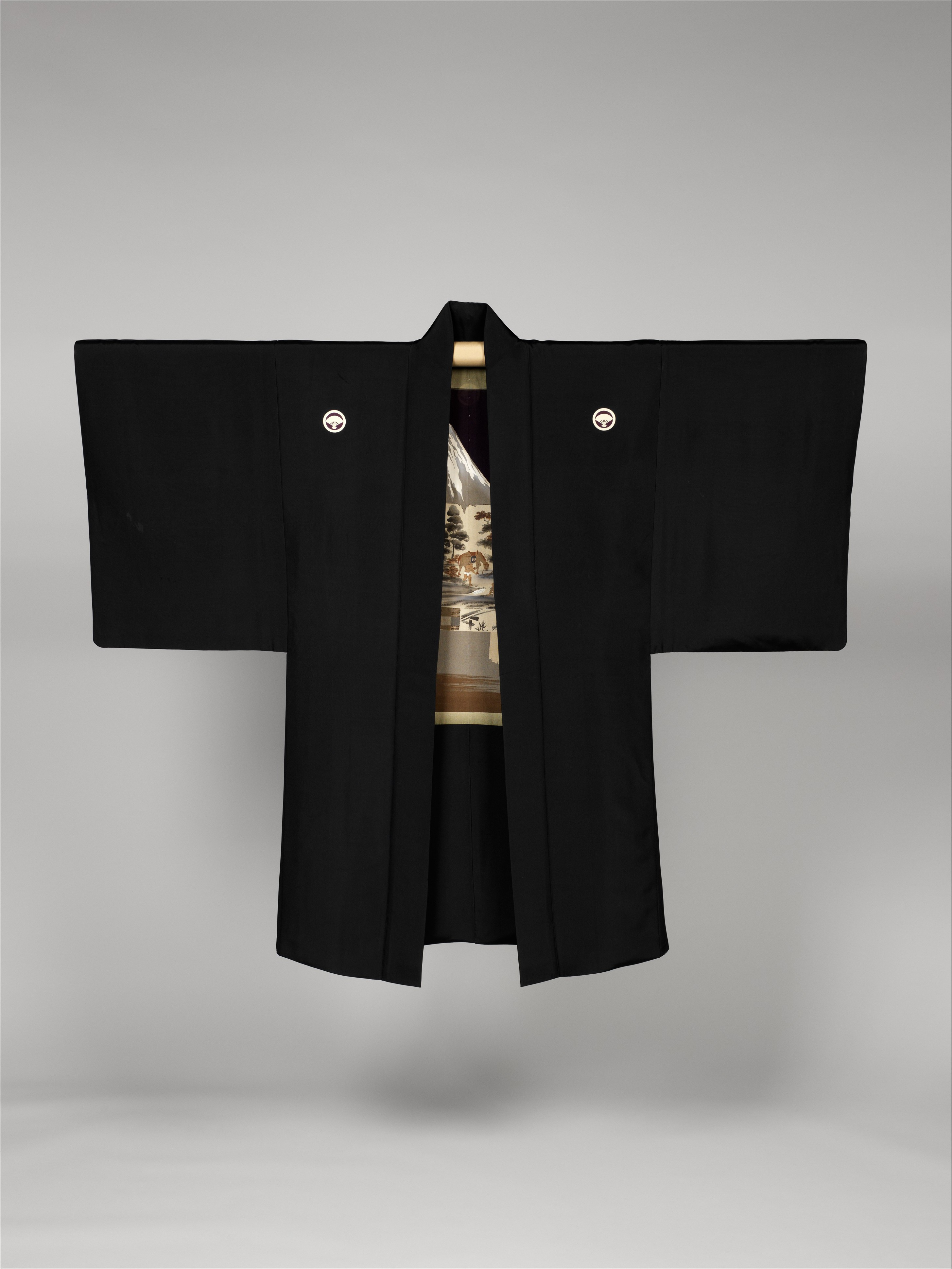
Un haori formel (début du).

Le haori (羽織) est une veste traditionnelle japonaise qui descend jusqu'aux hanches ou aux cuisses et qui se porte par-dessus un kimono. Ses origines peuvent se tracer à la période Edo. 
Le haori ressemble à un kimono raccourci et sans panneaux frontaux superposés (okumi). Il est généralement doté d'un col plus fin que celui d'un kimono et est cousu en ajoutant deux éléments triangulaires fins à chaque jointure latérale. La veste se noue sur le devant avec deux cordons courts, appelés haori himo, qui sont fixés à de petites boucles cachées à l'intérieur du vêtement.
Au début des années 1800, les geishas du  hanamachi (花街) de Fukagawa, commencent à porter des haori sur leur kimono alors que le vêtement est exclusif aux hommes. Connues sous le nom de haori geisha, elles vont populariser le port du haori par les femmes, devenu courant dans les années 1930.